# إيثر البترول
إيثر بترول
Petroleum ether

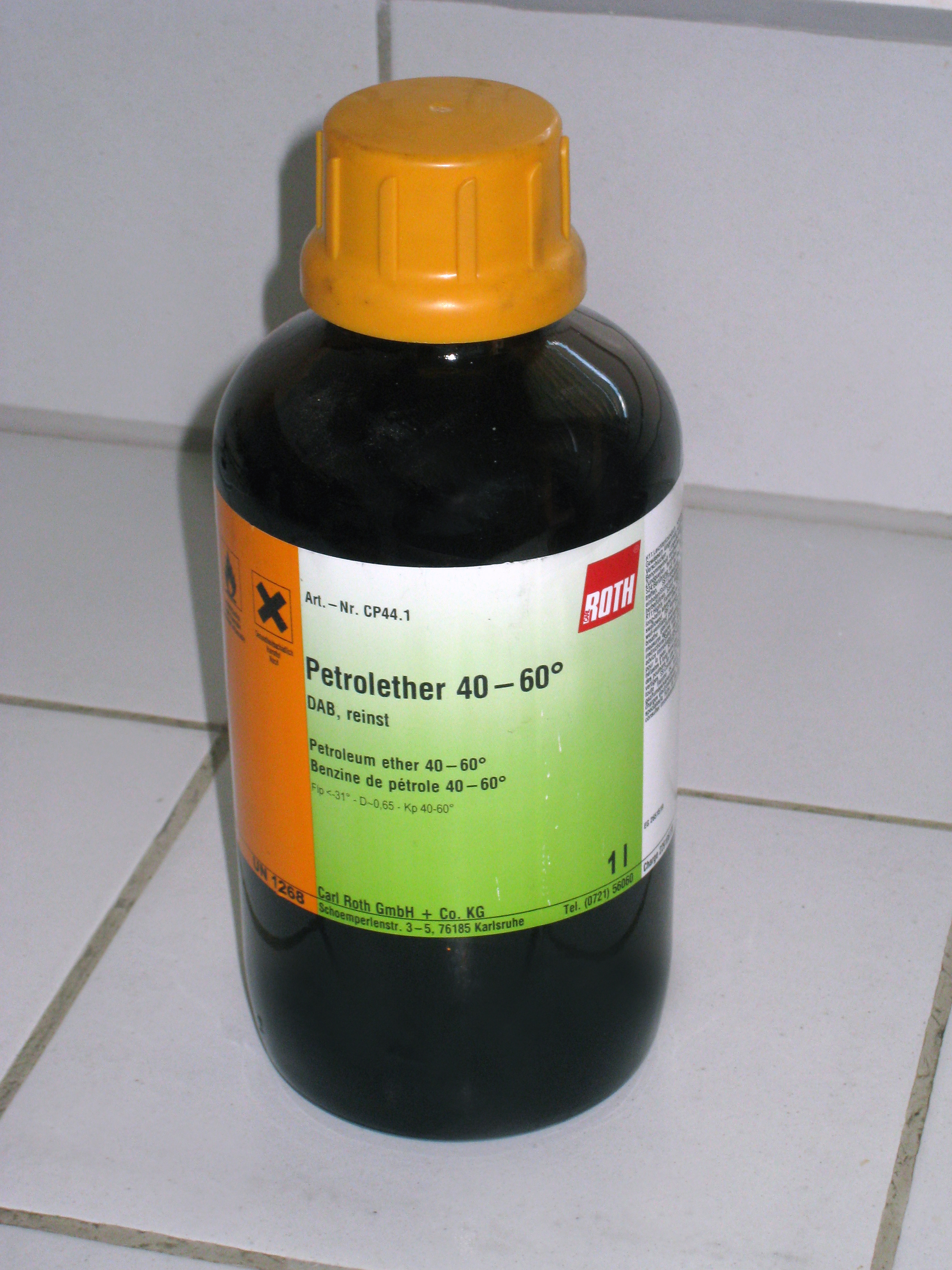
زجاجة إيثر البترول (سائل مذيب)

هو مستخرج من النفط ، كربوهيدرات أليفاتية تتميز بخفتها و درجة غليان بين 35 و 60 درجة مئوية ، تستخدم بصفة خاصة في المختبرات والمعامل كمذيب.

تسمية إيثر تشير إلى خفة تلك المواد وسهولة تطايرهالا، حيث درجة غليانها تكون منخفضة.

## اقرأ أيضا
- كيمياء عضوية
- إيثر